# 材木町 (名古屋市)
材木町（ざいもくちょう）は、愛知県名古屋市中区の地名。

## 歴史

### 沿革
- 明治4年 - 愛知郡上材木町を改称し、材木町となる[4]。
- 1878年（明治11年）12月20日 - 名古屋区成立に伴い、同区材木町となる[4]。
- 1889年（明治22年）10月1日 - 市制施行に伴い、名古屋市材木町となる[4]。
- 1908年（明治41年）4月1日 - 西区成立に伴い、同区材木町となる[4]。
- 1944年（昭和19年）2月11日 - 栄区成立に伴い、同区材木町となる[4]。
- 1945年（昭和20年）11月3日 - 中区編入に伴い、同区材木町となる[4]。
- 1966年（昭和41年）3月30日 - 中区錦一丁目および丸の内一丁目にそれぞれ編入され、消滅[5]。